# Jack van Bebber
Jack Francis van Bebber (* 27. Juli 1907 in Perry, Noble County, Oklahoma; † 13. April 1986 ebenda) war ein US-amerikanischer Ringer.

## Werdegang
Jack van Bebber lernte das Ringen, wie fast alle amerikanischen Spitzenringer seiner Zeit, auf der High School und dem College. Er studierte und rang an der Oklahoma State University. Von 1929 bis 1931 war er bei allen Wettkämpfen in der Leicht- und Weltergewichtsklasse ungeschlagen. In diesen Jahren gewann er auch die US-Hochschulmeisterschaft (NCAA-Championships). Bei den amerikanischen Olympia-Ausscheidungskämpfen verlor er überraschend in der Vorrunde einen Kampf, wurde aber trotzdem Sieger der Ausscheidung. Bei den Spielen 1932 in Los Angeles wurde er dann Olympiasieger.
Während des Zweiten Weltkrieges war Jack van Bebber als Infanterist vier Jahre im Einsatz, davon drei Jahre an der pazifischen Front. Nach Kriegsende war er 39 Jahre lang bei der Phillip Petroleum Company angestellt, bis er in Pension ging und als Talentsucher tätig war.

### Internationale Erfolge
(F = Freistil, We = Weltergewicht, Le = Leichtgewicht)
- 1932, Goldmedaille, Olympische Spiele in Los Angeles, F, We, mit Siegen über Daniel Mac Donald, Kanada, Raul Lopez, Mexiko, Börge Jensen, Dänemark und Eino Augusti Leino, Finnland

### Nationale Erfolge
- 1929, NCAA-Champion der USA, F, Le
- 1930, NCAA-Champion der USA, F, We
- 1931, NCAA-Champion der USA, F, We